# Robert Warwick

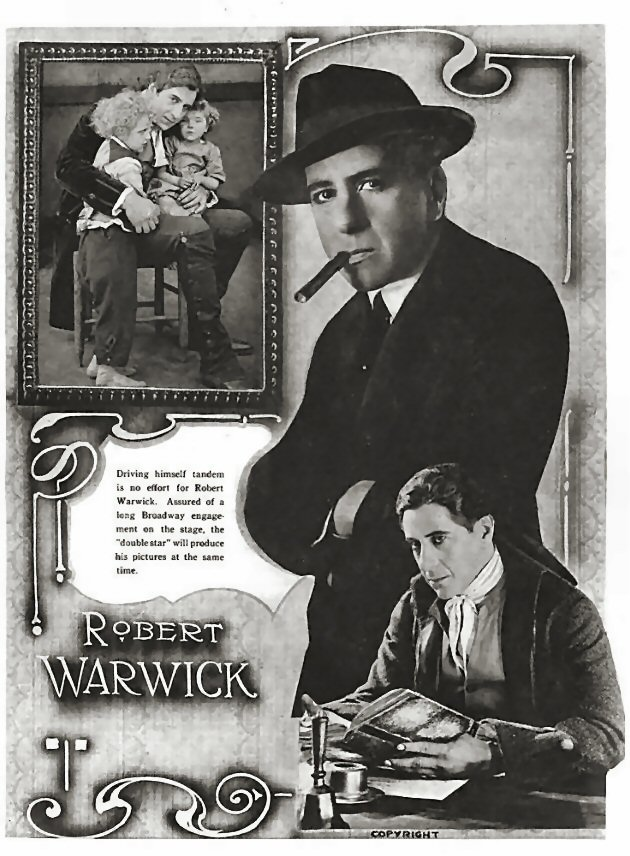
Robert Warwick i ett filmmagasin 1915.

Robert Warwick, född 9 oktober 1878 i Sacramento, död 6 juni 1964 i Los Angeles, var en amerikansk skådespelare. 

## Biografi
Warwick debuterade på Broadway 1903 och medverkade i flera produktioner fram till 1929. Han började filma på 1910-talet och gjorde ett flertal huvudroller. Senare under ljudfilmseran blev hans roller mindre, även om han ibland fick större roller som i Med tio cents på fickan 1941. 
Totalt medverkade Warwick i över 200 filmer. Mot slutet av sitt liv medverkade han främst i TV-produktioner.

## Filmografi i urval
- 1915 – Alias Jimmy Valentine
- 1937 – Min fru har en fästman
- 1937 – Prinsen och tiggaren
- 1938 – Robin Hoods äventyr
- 1939 – Elisabeth och Essex
- 1941 – Slaghöken
- 1941 – En kvinnas ansikte
- 1941 – Med tio cents på fickan
- 1942 – Farlig som synden
- 1942 – Dårarnas paradis
- 1948 – Don Juans äventyr
- 1950 – Nakna nerver
- 1954 – Stad i panik
- 1956 – Det femte offret
- 1959 – Det började med en kyss

## Teater

### Roller
| År   | Roll       | Produktion                    | Regi                          | Teater                              |
| ---- | ---------- | ----------------------------- | ----------------------------- | ----------------------------------- |
| 1928 | Joe Garson | Within the Law Bayard Veiller | Clifford Brook Mabel Brownell | Cosmopolitan Theatre, New York, USA |